# 佐渡情話
佐渡情話（さどじょうわ）は、新潟県の佐渡島に伝わる島の娘と他国の男との悲恋の民話。
昭和時代に新潟県出身の浪曲師の寿々木米若がこの民話と民謡の佐渡おけさを元に浪曲台本「佐渡情話」を執筆して、自分で口演して吹き込んで発売されたレコードがヒットして米若の出世作になった。

## 物語の内容
- 主人公の女性・お光
- 恋仲の男性・五作

吾作は、漁をしに佐渡に渡った。海が荒れて柏崎に帰れなくなった吾作はしばらく佐渡で滞在。その間に小木の娘　お光と恋仲になる。海も穏やかになり柏崎へ帰る吾作、実は柏崎に妻子がいた。
吾作と別れ、日に日に吾作への想いを募らせるお光。居てもたってもいられなくなり、たらい舟を漕いで吾作のいる柏崎へと渡っていった。柏崎では、諏訪神社(現在の番神諏訪神社)の境内がふたりの逢瀬の場所となった。
吾作は毎晩佐渡からたらい舟を漕いで渡ってくるお光を次第に疎ましく、そして恐ろしく思うようになった。
ある日五作はお光が柏崎への目印としていた番神岬の灯火を消してしまう。目印を見失ったお光はたらい舟で海を彷徨い、数日後、亡くなったお光の亡骸が青海川に打ち上げられたという。。

## 物語の元となった「お弁と藤吉」
むかしむかし佐渡国に漁師の娘でお弁という娘がいた。お弁は佐渡からちょうど向かいの越後国柏崎から来た、船大工の藤吉と恋に落ちた。藤吉が仕事で佐渡に来るたびにお弁と藤吉は会っていた。しかし、佐渡での仕事が終わり藤吉は佐渡へ来なくなってしまった。お弁は考えた末、夜に漁で使うタライ舟に乗って柏崎まで通う事にした。藤吉も最初は喜んだが、毎晩タライ舟に乗って自分の所へ来るお弁をだんだん恐ろしく感じてきた。おまけに藤吉は妻子がいてお弁とは不倫だった。これ以上は来て欲しくないと思った藤吉は、ある日お弁がタライ舟に乗って柏崎に向かう時間を狙って、お弁が目印にしていた柏崎の岬にある松の木の灯火を消してしまった。目印を失ったお弁はそれから海を漂いとうとう波にのまれた。それから朝になってお弁の亡骸が柏崎の浜に打ち上げられた。その場所には滝が落ちており、ここを「お弁が滝」と呼ぶようになった。お弁を死なせてしまった藤吉は深く後悔して、藤吉も後を追って海に身を投げて命を絶った。